# Billy Jacobs
Pour les articles homonymes, voir Jacobs.
Billy Jacobs, né le 31 juillet 1910 à Laclede (Idaho) et mort le 29 septembre 2004  à Glendale (Californie), est un acteur-enfant américain, vedette à la Keystone Company, puis à la Sterling Film Company.

## Filmographie partielle
- 1913 : Hide and Seek de Mack Sennett : l'enfant
- 1913 : Mabel fait du cinéma de Mack Sennett : le fils de Mabel
- 1913 : Mabel aux courses (The Speed Kings) de Wilfred Lucas : garçon dans la foule
- 1914 : Little Billy's Triumph de Robert Thornby : Little Billy
- 1914 : Little Billy's Strategy de Robert Thornby : Little Billy
- 1914 : Charlot est content de lui de Henry Lehrman : un gamin
- 1914 : Little Billy's City Cousin de Robert Thornby : Little Billy
- 1914 : Kid Love de Robert Thornby
- 1914 : The Race de Sid Diamond et Robert Thornby
- 1914 : Sergeant Hofmeyer de Henry Lehrman : petit garçon
- 1916 : Le Cœur de Nora Flynn de Cecil B. DeMille : Tommy Stone
- 1916 : The Clown de William C. de Mille : Jonathan Le Roy Fox
- 1916 : The Valiants of Virginia de Thomas N. Heffron : John Valiant, à l'âge de cinq ans
- 1916 : The Garden of Allah de Colin Campbell : enfant
- 1917 : The Primrose Ring de Robert Z. Leonard : Sandy
- 1917 : Those Without Sin de Marshall Neilan
- 1918 : A Hoosier Romance de Colin Campbell : l'enfant
- 1918 : Little Orphant Annie de Colin Campbell : orphelin